# Удзіцув
Удзіцув (пол. Udziców) — село в Польщі, у гміні Кунув Островецького повіту Свентокшиського воєводства.
Населення — 112 осіб (2011).
У 1975-1998 роках село належало до Келецького воєводства.

## Демографія
Демографічна структура на день 31 березня 2011 року:
|          | Загалом | Допрацездатний вік | Працездатний вік | Постпрацездатний вік |
| -------- | ------- | ------------------ | ---------------- | -------------------- |
| Чоловіки | 55      | 3                  | 44               | 8                    |
| Жінки    | 57      | 10                 | 32               | 15                   |
| Разом    | 112     | 13                 | 76               | 23                   |